# The Butcher's Wife
The Butcher's Wife (Brasil: A Mulher do Açougueiro / Portugal: A Mulher do Homem do Talho) é um filme de comédia romântica de 1991, em que uma mulher clarividente (Demi Moore) acha que ela conheceu seu futuro marido (George Dzundza), que ela viu em seus sonhos e é um açougueiro em Nova Iorque. Eles se casam e vão para a cidade, onde seus poderes tendem a influenciar todos que ela conhece, enquanto trabalhava na loja. Através de sua assessoria, ela ajuda os outros e finalmente encontra o verdadeiro homem dos seus sonhos.

## Sinopse
Como uma vidente, Marina espera por sinais do além que seu verdadeiro amor, seja ele quem for, esteja esperando por ela, em algum lugar. Quando açougueiro Leo Lemke de Nova Iorque muda para a pequena ilha de Okracoke da Carolina do Norte, onde Marina vive, ela está convencida de que ele é o homem predestinado a ser seu marido. Após o casamento, Marina se muda com Leo em bairro de colarinho azul, onde ela simpatiza com sucesso com esses excêntricos vizinhos como adolescente Eugene, cantora frustrada Stella Keefover, atriz Robyn Graves, psiquiatra analítico Dr. Alex Tremor, e vendedora de roupas azarada no amor Grace. Como Marina prestativamente tenta traçar os destinos de seus novos amigos, ela não consegue perceber que Leo está se apaixonando por Stella. Embora existam muitos desvios traumáticas ao longo do caminho, talentos psíquicos de Marina tem efeitos muito positivos em pelo menos um dos personagens, Doc Tremor, que está se apaixonando por ela.
Durante suas reuniões, Doc Tremor começa a falar de teoria do amor de Platão e da noção de homem e mulher como metades "divididos em partes" de um ser completo. Ele diz que a ideia: "É uma corrupção [da teoria real de Platão], mas é Platão, no entanto".

## Elenco
- Demi Moore como Marina Lemke
- Jeff Daniels como Dr. Alex Tremor
- George Dzundza como Leo Lemke
- Mary Steenburgen como Stella Keefover
- Frances McDormand como Grace
- Margaret Colin como Robyn Graves
- Max Perlich como Eugene
- Miriam Margolyes como Gina
- Christopher Durang como Sr. Liddle
- Luis Avalos como Luis
- Helen Hanft como Molly
- Elizabeth Lawrence como Grammy D'Arbo
- Diane Salinger como Trendoid

## Formatos
Foi lançado em VHS e depois DVD, até então estava fora de impressão em ambos os formatos. Até o momento nenhum DVD foi anunciado a data de relançamento. Atualmente disponível em streaming instantâneos em Netflix.

## Recepção
O filme tem classificação de 21% 'podre' no site Rotten Tomatoes.

## Prêmios e indicações

### PrêmiosFramboesa de Ouro1991
Uma indicação:
- Pior Atriz (Demi Moore)[2]